# TOI-6894
TOI-6894とは、しし座の恒星である。見かけの等級は18.22で、肉眼で観測することはできない。視差測定に基づくと、地球から238光年 (73パーセク) 離れた位置にある。TOI-6894は、2003年に2MASSによる観測で初めて発見され、その後太陽系外惑星を探索することが目的のTESSによって観測された。

## 特徴
| 太陽 | TOI-6894  |
| ---- | --------- |
| 太陽 | Exoplanet |

TOI-6894はスペクトル分類がM5.0の赤色矮星である。質量は太陽の0.207倍、半径は太陽の0.2276倍で、光度は太陽のわずか0.38%である。有効温度は3,000 K (2,730 °C) である。金属量の指標である鉄と水素の存在比は、太陽の40%以上である。太陽系外惑星 TOI-6894 b の発見により、TOI-6894はトランジットする巨大ガス惑星を持つ最も質量の小さい恒星となった。

## 惑星系
| 名称 （恒星に近い順） | 質量           | 軌道長半径 （天文単位） | 公転周期 (日)  | 軌道離心率  | 軌道傾斜角        | 半径           |
| --------------------- | -------------- | ----------------------- | -------------- | ----------- | ----------------- | -------------- |
| b                     | 0.168±0.022 MJ | 0.02604±0.00045         | 3.37077196(59) | 0.029±0.030 | 89.58+0.10 −0.07° | 0.855±0.022 RJ |

2019年、TESS（Transiting Exoplanet Survey Satellite）は、TOI-6894の光度の周期的な低下を発見した。これは、地球から見たときに主星の前を周期的に通過する太陽系外惑星に起因する可能性がある。2025年、Edward M. Bryantが率いる科学者チームは、測光とドップラー分光法を用いて、この光度の低下の原因が太陽系外惑星であることを確認した。TOI-6894 bと命名されたこの太陽系外惑星（TOIはTESS Object of Interestの略）は、公転周期が約3.37日で、軌道長半径は0.026天文単位 (3,900,000キロメートル) である。この軌道長半径を考慮すると、TOI-6894 bは地球が太陽から受け取るエネルギーの5.5倍のエネルギーを受け取っているとされている。平衡温度はアルベドを0.1と仮定すると418 K (145 °C; 293 °F) である。
TOI-6894 bの半径は地球の9.6倍（9.6 R🜨、0.855 RJ）であり、これは主星の小ささとは対照的である。そのためTOI-6894 bのトランジットは深く、最大で恒星表面の17%が遮られる。主星に及ぼす重力から測定されたTOI-6894 bの質量は、地球の53倍（53 M🜨、0.168 MJ）である。また、主星の金属量が比較的高いことを考慮すると、水素とヘリウムよりも重い元素、つまり天文学者が「重元素」と呼ぶ元素は、12±2 M⊕（全体の22%）を占めると推定されている。
TOI-6894 bは、低質量の恒星を周回しながらも比較的高い質量を持つという点で異例である。TOI-6894のような小さな恒星の場合、原始惑星系円盤に存在する物質の量は少なく、質量が0.3 M☉ 未満の恒星は巨大ガス惑星を形成できないと考えられていたが、LHS 3154 b、おひつじ座TZ星b、GJ 3512 bなど、そのような惑星の例がいくつか発見されており、惑星形成理論に疑問を投げかけている。
コア集積モデルによれば、巨大ガス惑星は十分に質量の大きいコア（核）の周囲にガスが集積することで形成されるため、コアは大量のガスを獲得することができるほどの速さで形成される必要がある。小さな恒星の場合、原始惑星系円盤中の固体物質の量が比較的少ないため、十分に質量の大きいコアの形成は困難である。もう一つの妥当な仮説として、TOI-6894 bの質量の大きいコアがガスを集積する前に重元素を集積したというものである。観測されている低質量の中間期原始星の周囲の円盤における固体物質の予測量は、TOI-6894 bの12±2 M⊕ よりも低いが、これらの値は大幅に過小評価されている可能性があり、観測されているほとんどの原始惑星系円盤の特性は十分に制約されていない。さらに、このような質量の大きい惑星は、塵の量が十分に多い恒星形成のごく初期段階で形成される可能性があるという理論もあり、TOI-6894 bのような惑星が稀であることを踏まえると、このような経路によって形成された可能性も依然として残っている。あるいは、TOI-6894 bは重力的に不安定な原始惑星系円盤の外側を公転し、その後物質が集積して惑星になった可能性もある。その場合、ある時点で現在の位置に移動したと考えられる。
TOI-6894 bは大気の特性を明らかにする上で有望な候補であり、その形成過程に関する更なる知見が得られる可能性がある。主星から受けるエネルギー量に基づくと、大気はメタンを主体とした化学組成が支配的であると予想される。